# موسى كيموكو دياكيتي
موسى كيموكو دياكيتي (مواليد سنة 1940) (بالفرنسية: Moussa Kemoko Diakité)‏ هو سيناريست ومنتج ومخرج أفلام غيني.

## مسيرته
وُلد موسى كيموكو دياكيتي في مدينة مامو، ودرس الدراما في ألمانيا. بدأ بعمل أفلام وثائقية قصيرة، وفاز فيلمه الوثائقي (Hydre dyama) بالجائزة الثانية في المهرجان الأفريقي للسينما والتلفزيون في واغادوغو سنة 1972. في عام 1982، أخرج دياكيتي فيلمًا روائيًا طويلاً بعنوان (Naitou)، يظهر فيه فرقة الباليه الوطنية الغينية.

## أفلام
- 1970: Hydre dyama
- 1972: Les funérailles de Kwame Nkrumah
- 1978: Hafia, triple champion d'Afrique
- 1982: Naitou l'orpheline

## روابط خارجية
- موسى كيموكو دياكيتي على موقع IMDb (الإنجليزية)